# 夏茂
夏茂（15世紀—16世紀），字仲亨，湖廣荊州府監利縣人，明朝政治人物。

## 生平
夏茂博學多才，潛心研究理學，嘉靖二十二年（1543年）中舉人，到三十五年（1556年）任職延津知縣，在當地推崇道德、罷黜勢利，又愛老慈幼、恤孤濟貧，捐出俸祿興建學校造士，曾因不附權貴幾乎遭撤職，鄰縣人民得知他的名聲都前來延津申理，百業因而復興，所在建祠祭祀。不久他遷任廬州通判，很快致仕回鄉；他個性嚴毅，不喜歡過失，人們都忌憚他的正直，著有《雲渚野航集》，有曾孫夏起載。

## 引用
1. 1 2  同治《監利縣志·卷十·人物志》：夏茂，字仲亨，博學多才，究心濂洛之學，舉嘉靖癸卯鄉試，知延津縣，減郵傳、復流民，善政尤著，抗節不附權貴幾被中傷，賴士民保留而止。鄰邑苦豪強兼并者皆就延津申理，茂則為則壤定賦，流徙皆復業，所在祠之，遷廬州府通判，尋致仕歸。性嚴毅，惡聞人過，人憚其直，著有《雲渚野航集》，曾孫起載自有傳。 《湖廣通志》，參舊府縣志，崇祀鄉賢
2. ↑  ：夏茂 康熙《延津縣志·卷五·表揚志》：湖廣監利縣人，由舉人嘉靖三十五年任，□悌君子也，崇道德、黜勢利，愛老慈幼、恤孤濟貧，不事操切，積弊悉除，迯移聞風來，復業者數百戶，尤注意學校，捐俸造士，如冢宰李公、少參劉公皆由拔識，服習訓誨者，詳見去思碑，祀名宦。